# Козя-Гура (Люблінське воєводство)
Козя-Гура, або Козя Гора (пол. Kozia Góra) — село в Польщі, у гміні Вербиця Холмського повіту Люблінського воєводства. Населення — 342 особи (2011).

## Історія
За даними етнографічної експедиції 1869—1870 років під керівництвом Павла Чубинського, у селі здебільшого проживали греко-католики, які розмовляли українською мовою.
У 1975—1998 роках село належало до Холмського воєводства.

## Населення
Демографічна структура станом на 31 березня 2011 року:
|          | Загалом | Допрацездатний вік | Працездатний вік | Постпрацездатний вік |
| -------- | ------- | ------------------ | ---------------- | -------------------- |
| Чоловіки | 173     | 31                 | 126              | 16                   |
| Жінки    | 169     | 27                 | 104              | 38                   |
| Разом    | 342     | 58                 | 230              | 54                   |